# Ohniváček černoskvrnný
Ohniváček černoskvrnný (Lycaena tityrus, Poda 1761) je druh denního motýla z čeledi Modráskovitých (Lyceanaidae). Jmenuje se podle černých skvrnek na vrchní straně křídel, kterými se odlišuje od ostatních druhů této čeledi.

## Rozšíření
Jeho přirozeným prostředím jsou jak suché křovinaté stráně, tak i vlhké louky či lesní paseky. Je tedy hojně rozšířen na území celé jižní poloviny Evropy, od Španělska přes střední a jižní Evropu až po pohoří Altaj.
V České republice je hojně rozšířen prakticky ve všech oblastech, s výjimkou nejvyšších poloh.

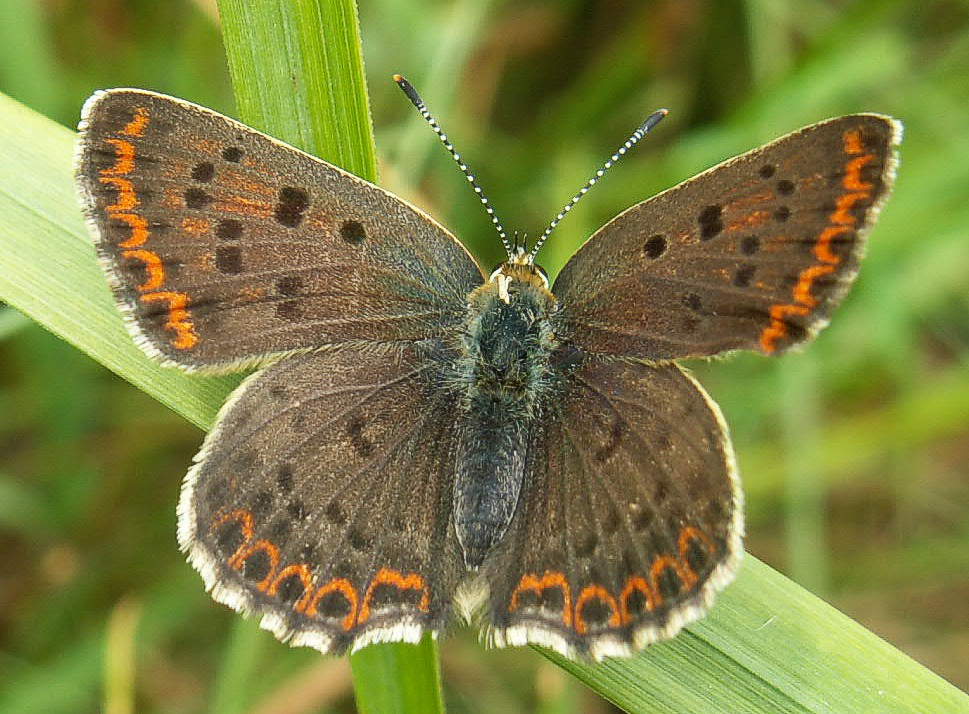
Samice

## Vývoj a chování
Ohniváček černoskvrnný je tzv. dvougeneračním motýlem - první generace žije v období květen až červen, druhá v období červenec až září. V horách a vyšších polohách obvykle jen jedna generace, v teplých oblastech lze naopak v posledních letech vzácně pozorovat i třetí generaci.
Samice kladou vajíčka jednotlivě na živnou rostlinu, kterou je šťovík kyselý (Rumex acetosa) a šťovík menší (Rumex acetosella). Housenky jsou zelené bez výraznější kresby, kukly pak okrové s tmavými skvrnami.
Samci jsou teritoriální povahy, před kopulací se samicemi probíhají krátké zásnuby.

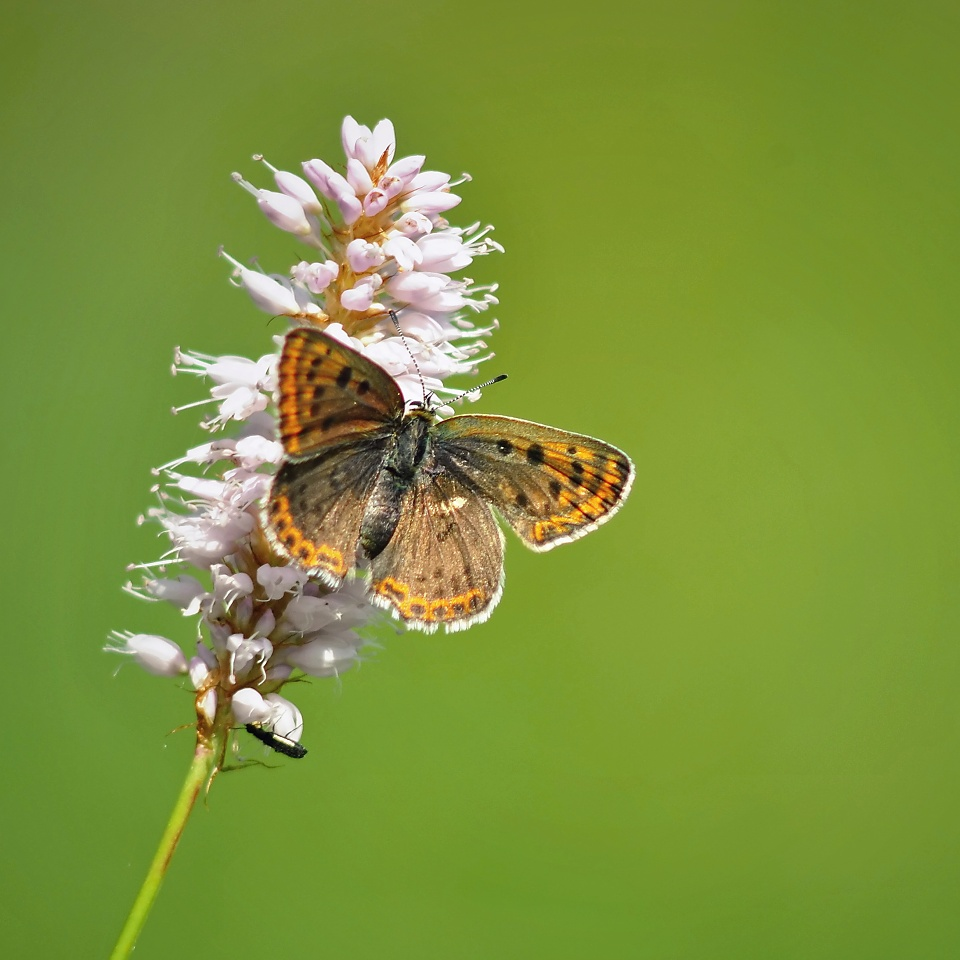
Ohniváček černoskvrnný

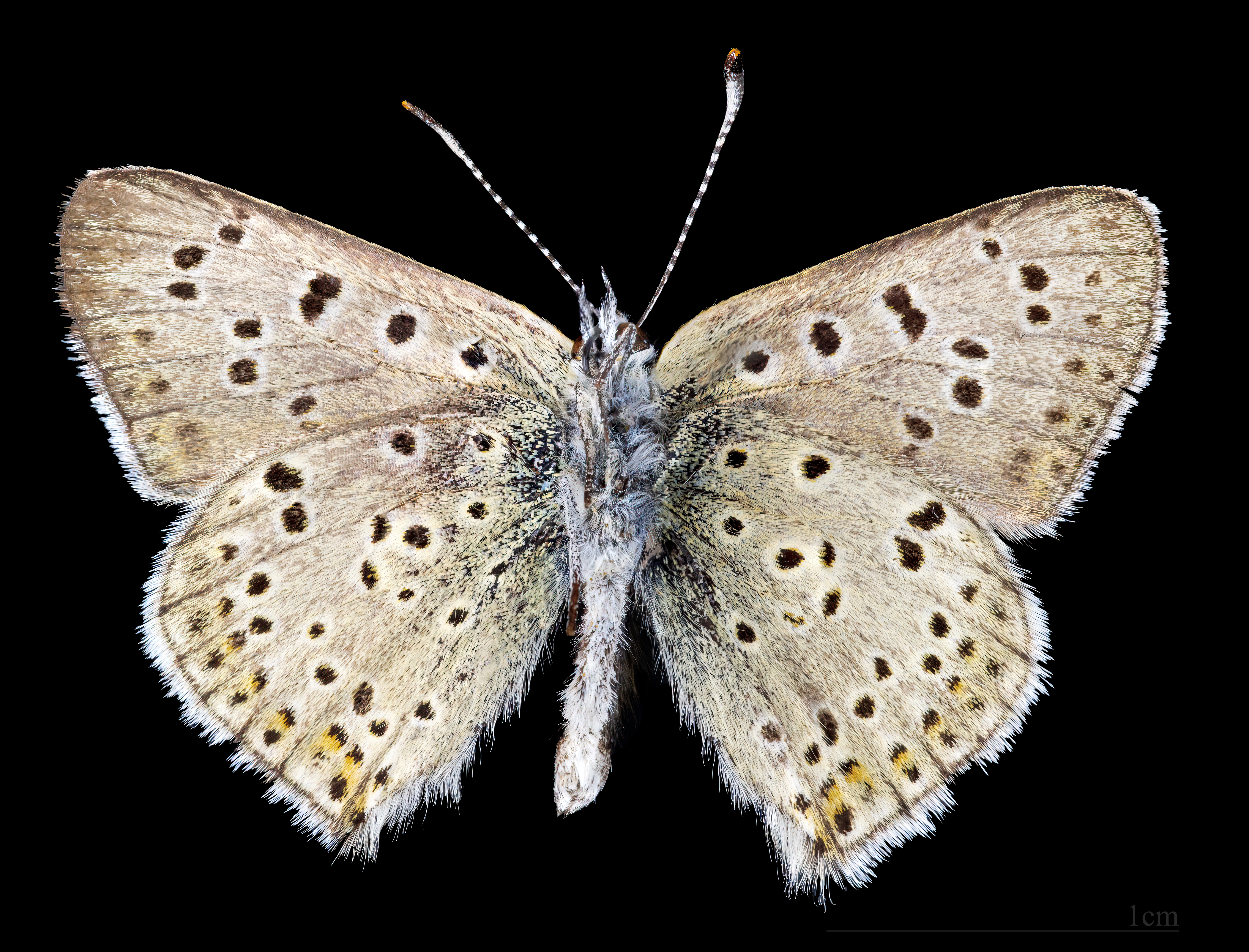
Lycaena tityrus ♀ △

## Ochrana a ohrožení
Ohniváček černoskvrnný nepatří mezi ohrožené druhy.